# Hannah Pool
Hannah Azieb Pool (sinh năm 1974) là một nhà văn và nhà báo người Anh-Eritrea. Cô được sinh ra gần thị trấn Keren ở Eritrea trong cuộc chiến giành độc lập từ Ethiopia. Cô là một cựu nhân viên của tờ báo The Guardian, và viết thường xuyên cho các phương tiện truyền thông trong nước và quốc tế. Cô là người bảo trợ của Giải thưởng văn học SI Leeds cho tiểu thuyết chưa được công bố của phụ nữ da đen và châu Á ở Anh.

## Tiểu sử

### Cuộc sống ban đầu và giáo dục
Khi được sáu tháng tuổi, Pool được nhận nuôi bởi một học giả người Anh làm việc tại Sudan. Lúc đầu, cô được nuôi dưỡng ở Khartoum và sau đó là Na Uy, trước khi định cư ở Manchester, Anh. Cô lớn lên tin rằng cha mẹ đẻ của cô đã chết ngay sau khi sinh. Cô được đào tạo tại Đại học Liverpool, nơi cô học Xã hội học.

### Sự nghiệp
Sau khi rời trường đại học, Pool trở thành một nhà báo trên tờ Manchester Evening News và đã viết nhiều cho tờ báo The Guardian, trong vài năm, cô đã viết chuyên mục thời trang "The New Black". Tuy nhiên, ở tuổi 19, cô đã nhận được một lá thư thông báo rằng cha và anh chị em của cô vẫn còn sống ở Eritrea. Hồi ký của cô, Con gái của cha tôi: Câu chuyện về gia đình và thuộc về, được xuất bản năm 2005 và là một câu chuyện kể về hành trình cô trở về Eritrea, 29 tuổi và gặp gỡ gia đình.
Pool là một lập trình viên cao cấp về văn hóa đương đại tại Trung tâm Southbank, London.